# 奧內卡馬 (密歇根州)
奧內卡馬（英語：Onekama）是位於美國密歇根州馬尼斯蒂縣奧內卡馬鎮區的一個村。

## 人口
根據2020年美國人口普查的數據，奧內卡馬的面積為1.52平方千米，當中陸地面積為1.52平方千米，而水域面積為0.00平方千米。當地共有人口399人，而人口密度為每平方千米262人。